# Teyjat

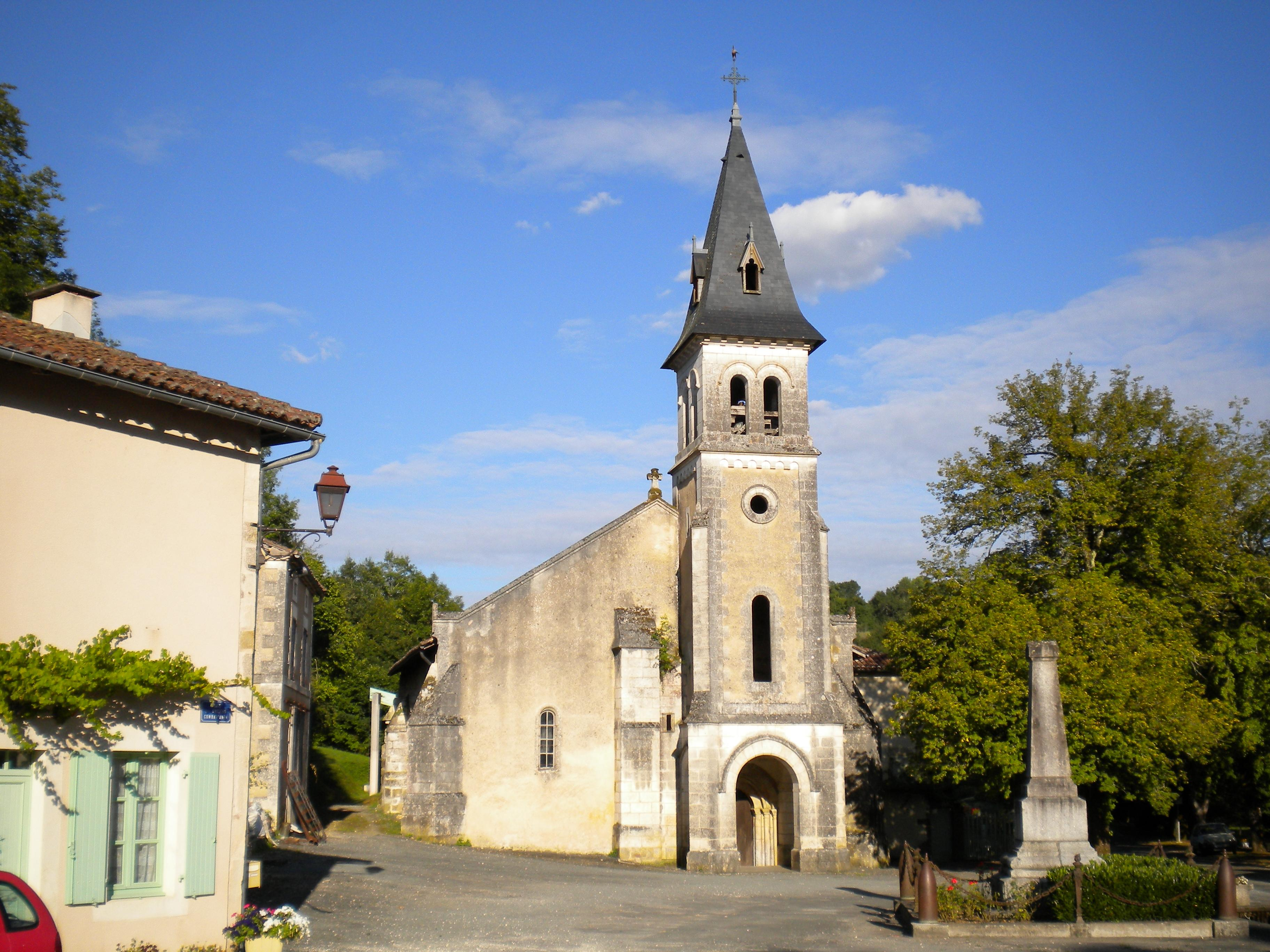
Kerk

Teyjat is een gemeente in het Franse departement Dordogne (regio Nouvelle-Aquitaine) en telt 278 inwoners (2004). De plaats maakt deel uit van het arrondissement Nontron.

## Geografie
De oppervlakte van Teyjat bedraagt 17,2 km², de bevolkingsdichtheid is 16,2 inwoners per km².
De onderstaande kaart toont de ligging van Teyjat met de belangrijkste infrastructuur en aangrenzende gemeenten.

## Demografie
Onderstaande figuur toont het verloop van het inwonertal (bron: INSEE-tellingen).